# Josh Young (attore)
Joshua Paul Young, detto Josh (Wallingford, 10 maggio 1980), è un attore e cantante statunitense, noto soprattutto come interprete di musical.

## Biografia
Dopo aver studiato teatro musicale e recitazione all'Università di Syracuse, Josh Young ha ottenuto il ruolo principale di Tony nella tournée mondiale per il cinquantesimo anniversario di West Side Story. Ha recitato anche in produzioni regionali di Furore e Kiss Me Kate, prima di fare il suo debutto a Broadway nel 2012 nel musical Jesus Christ Superstar. Per la sua interpretazione nel ruolo di Giuda Iscariota è stato candidato al Tony Award al miglior attore non protagonista in un musical e ha vinto il Theatre World Award. Nel 2013 interpretò Che nella tournée statunitense di Evita, prima di tornare a Broadway nel 2015 con il musical Amazing Grace, in cui interpretava John Newton.
Nel 2018 ha sposato l'attrice Emily Padgett, con cui ha avuto la figlia Adele May Young nel febbraio 2019.